# Девлетяково
Девлетяково (рос. Девлетяково) — село в Вознесенському районі Нижньогородської області Російської Федерації.
Населення становить 85 осіб. Входить до складу муніципального утворення Бутаковська сільрада.

## Історія
Від 2004 року входить до складу муніципального утворення Бутаковська сільрада.

## Населення
| 1999 | 2002 | 2010 |
| ---- | ---- | ---- |
| 124  | ↘110 | ↘85  |